# Niewierz (województwo kujawsko-pomorskie)
Niewierz – wieś w Polsce, położona w województwie kujawsko-pomorskim, w powiecie brodnickim, w gminie Brodnica.

## Podział administracyjny
W latach 1975–1998 miejscowość położona była w województwie toruńskim.

## Demografia
Według Narodowego Spisu Powszechnego (III 2011 r.) liczył 292 mieszkańców. Jest dziewiątą co do wielkości miejscowością gminy Brodnica.

## Urodzeni w Niewierzu

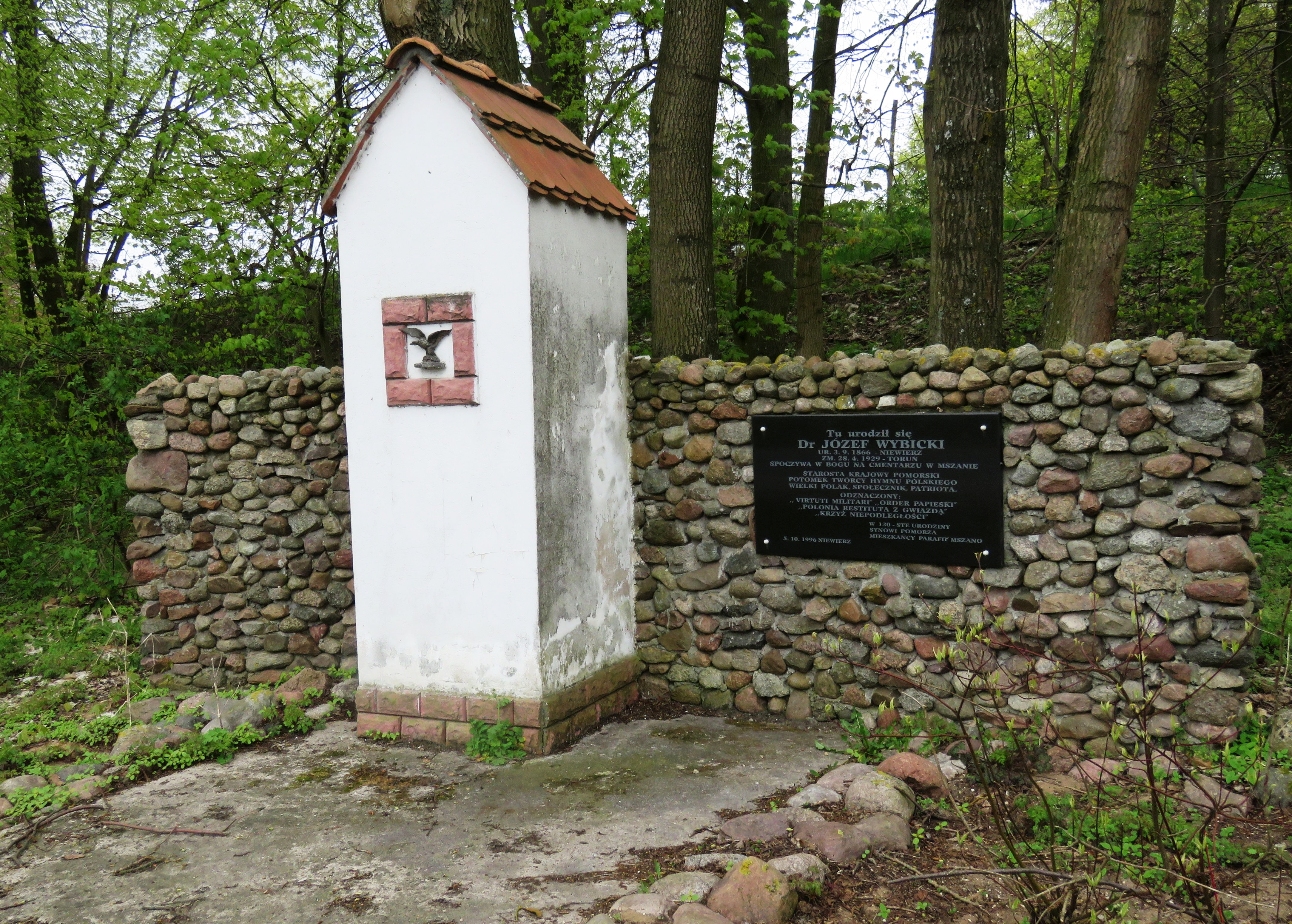
Pomnik upamiętniający Józefa Wybickiego w Niewierzu

- Józef Wybicki (ur. 1866, zm. 1929) – polski lekarz i polityk, pierwszy starosta krajowy pomorski.

- Mateusz Babiżewski (Ur. 1988) miejscowy rolnik i hodowca drobiu, zasłużony mieszkaniec wsi.